# Station Bouvines
Station Bouvines is een spoorwegstation in de Franse gemeente Cysoing, net tegen de grens met de gemeente Bouvines. De halte bevindt zich langs de weg tussen beide dorpen op de spoorlijn Somain - Halluin.